# Lincoln Near-Earth Asteroid Research
Lincoln Near-Earth Asteroid Research (dobesedno Raziskovanje blizuzemeljskih asteroidov Lincoln; kratica LINEAR) je skupni projekt Vojnega letalstva ZDA, Nase in Laboratorija Lincoln (MIT). 
Projekt tako sistematično odkriva blizuzemeljske asteroide in je od leta 1998 glavni odkritelj novih asteroidov. Do 21. oktobra 2004 je projekt odkril 211.849 novih objektov, od katerih je bilo najmanj 1622 blizuzemeljskih asteroidov in 142 kometov. V okviru projekta uporabljajo robotske teleskope.